# Kostel svatého Jana Křtitele (Mladkov)
Kostel svatého Jana Křtitele je římskokatolický, orientovaný, filiální, bývalý farní kostel v Mladkově. Patří do farnosti Králíky. Je chráněn jako kulturní památka České republiky.

## Historie
Kostel byl postaven roku 1697, stavebně upravován byl v letech 1736–1744, kdy dostal raně barokní rysy, a dále v roce 1842.

## Architektura
Jednolodní, obdélná stavba se třemi arkádovými kaplemi po stranách, polygonálním presbytářem a hranolovitou věží, se zachovanou původní polychromií. Loď je sklenuta křížovou klenbou. Nad portálem je v nice umístěna barokní socha patrona kostela z roku 1756 a u kostela stojí socha Kalvárie z roku 1848, které jsou dílem místních kamenických mistrů.

## Interiér
Inventář je barokní. Na hlavním oltáři jsou sochy sv. Anny a sv. Jáchyma a obraz křtu Krista z let 1841–1842. Výzdoba je dílem místních umělců.

## Bohoslužby
Bohoslužby se konají první, druhou a čtvrtou neděli v měsíci od 10.00.